# Trubisch
Der Trubisch (ukrainisch Трубіж, russisch Трубеж (Trubesch)) ist ein 113 km langer linker Nebenfluss des Dnepr in der Ukraine.

## Flusslauf
Das Flussbett ist größtenteils kanalisiert. Das Einzugsgebiet ist 4.700 km² groß. Kurz vor der Mündung in den Dnepr durchfließt der Trubisch mit mehreren Seitenarmen die Stadt Perejaslaw.